# Wafa Mustafa
Wafa Mustafa (en arabe : وفا مصطفى) est une journaliste et militante syrienne née le 4 août 1990 à Masyaf en Syrie. Elle milite pour la libération des détenus syriens.  
En tant que militante et ancien membre de Families for Freedom, Mustafa a demandé au Conseil de sécurité des Nations Unies la divulgation des noms et des lieux de tous ceux que les autorités syriennes détiennent en captivité. Elle appelle à la libération de tous les détenus politiques en Syrie, qu'ils soient détenus par le régime Assad ou par des groupes d'opposition. Wafa Mustafa milite également pour la reconnaissance internationale des réfugiés syriens et contre la normalisation des relations internationales avec le régime d'Assad tant que la cause des détenus n'est pas entendue. 

## Jeunesse
Wafa Mustafa est née à Masyaf et est l'aînée de trois filles. Sa famille est politiquement active et libérale, son père, Ali,  emmène Wafa à une manifestations de soutien à la Palestine, à Damas, vers ses 10 ans. Mustafa manifeste devant l'ambassade de Libye au début de la révolution libyenne, en soutien aux manifestants. 
En mars 2011, elle soutient les manifestations pacifiques qui débutent en Syrie pour demander davantage de liberté au gouvernement de Bachar el-Assad. Lorsque les autorités syriennes attaquent les manifestants et que la révolution syrienne commence, elle s'implique à son tour dans les manifestations. 

## Vie privée
En juillet 2013, une dépression avec anxiété chronique lui est diagnostiquée. Cette année-là, après la mort d'un ami proche, elle s'est enfermée chez elle pendant trois mois, ne quittant presque jamais sa chambre, ce qui entraîne une perte de poids importante. C'est son père qui la convainc de se faire soigner. 
Wafa Mustafa, avec sa mère et ses sœurs, fuit la Syrie dans la semaine qui suit l'arrestation de son père, Ali Mustapha (en arabe : علي مصطفى) en juillet 2013, craignant d'être également arrêtées. Elles vivent en Turquie pendant 3 ans, dans la pauvreté, car elles n'ont emporté que leurs passeports. Wafa, arrivée en Allemagne en 2016 vit désormais à Berlin. Elle est diplômée du Bard College Berlin en 2020 avec un diplôme en sciences humaines et en arts du programme HAST.
Wafa Mustafa affirme toujours considérer la Syrie comme sa patrie et envisage d'y retourner si elle n'est plus sous le joug d'Assad. 

## Militantisme

### Disparition forcée d'Ali Mustafa
Wafa Mustafa cite comme motivation de son militantisme la disparition de son père, Ali Mustafa, militant des droits humains, vu pour la dernière fois le 2 juillet 2013. Ce jour-là, Wafa, alors âgée de 23 ans, et des témoins rapportent qu'un groupe d'hommes attaque la maison où la famille vivait depuis deux mois, depuis la mort d'un ami proche dans une attaque à la roquette. 
Ali était harcelé dès 2011 par la Sûreté de l'État et avait été arrêté, détenu et torturé à plusieurs reprises avant et surtout après le début de la révolution, en raison de son engagement en faveur des droits humains, et son soutien aux demandes de liberté. Parmi ces arrestations, il l'a été une fois aux côtés de son collègue Hussam al-Dhafri, par des hommes armés en civil au début de la répression des manifestations anti- régime en mars 2011. Hussam al Dhafri est mort sous la torture dans l'un des centres de détention du régime. 

### Arrestation
En septembre 2011, Wafa Mustafa est arrêtée et détenue à Damas, où elle rapporte avoir été battue et avoir entamé une grève de la faim. Elle est alors étudiante en journalisme et en médias, mais après son arrestation, son nom est inscrit sur une liste noire publique et elle est forcée d'abandonner ses études. 

### Travail d'activiste
Aujourd'hui, Wafa Mustafa s'efforce d'obtenir des informations sur son père et les autres détenus syriens,. Elle rejoint Families for Freedom entre 2018 et 2021. 
Le 30 mai 2020, Mustafa manifeste devant le palais de justice de Coblence, en Allemagne, lieu du procès d'Al Khatib. Le procès est ouvert par le procureur fédéral allemand contre deux anciens membres de l'appareil de sécurité du président Bashar el-Assad. Anwar Raslan, ancien haut responsable du renseignement militaire syrien, et son complice présumé Eyad al-Gharib sont jugés en Allemagne en vertu du principe juridique de la compétence universelle pour les crimes contre l'humanité. Ils sont accusés d'avoir supervisé 58 meurtres et la torture de 4 000 autres détenus à la branche 251, centre de détention al-Khatib, de Damas, entourée de 61 photographies de détenus et disparus, dont une photographie de son père,,.
Le 23 juillet 2020, Wafa Mustafa informe le Conseil de sécurité de l'ONU sur les disparitions forcées et la situation de la détention en Syrie et demande que soit exigée la divulgation des noms et de la situation des détenus et disparus.

### Prix
- Le 20 mai 2022, Wafa Mustafa reçoit le prix Pimentel Fonseca qui récompense les femmes journalistes[10],[11]